# Dionys Ottl
Dionys Ottl (* 1964 in Peißenberg) ist ein deutscher Architekt.

## Werdegang
Dionys Ottl studierte bis 1995 Architektur an der TU München und arbeitete währenddessen bei Hild und Kaltwasser in München. Nachdem überraschend Tod 1998 von Tillmann Kaltwasser im Alter von 38 Jahren, leitet er gemeinsam mit Andreas Hild das Büro Hild und K und seit 2011 in weiterer Partnerschaft mit Matthias Haber.
Das Büro ist in erster Linie tätig in den Bereichen Bauen im Bestand, Wohnungsbau und Büro- und Gewerbebau. Hild und K Architekten zeichnen sich durch eine unangepasste Haltung gegenüber architektonischen Konventionen aus. Tabus wie das noch in den 1990er Jahren gültige Verdikt des Ornaments oder das denkmalpflegerische Gebot zur säuberlichen Trennung von Bestands- und Neubau sind nicht ihre Themen. Hergebrachte Grenzen stellen sie im Rahmen einer intellektuellen Neukonzeption in Frage. Dabei gelingt ihnen immer wieder auch eine sehr heutige Interpretation traditionell-regionaler Versatzstücke.
Das 2000 erbaute Wohnhaus in Aggstall etwa spielt mit solchen Bauformen: Ein asymmetrisches Satteldach ermöglicht, bei gleichbleibender Firsthöhe zwei ausreichend hohe, gut belichtete Geschosse zu bilden. Die korngelb geschlämmte Ziegel-Fassade reflektiert in ihrem geometrischen Muster die Unregelmäßigkeit und das Lichtspiel traditionell verputzter Mauerwerksflächen.
Der Schwerpunkt des architektonischen Schaffens von Hild und K Architekten liegt in München. Die hier vorgefundene Formensprache – etwa der Schule um Theodor Fischer – entwickeln sie fort und interpretieren sie zugleich in ganz zeitgenössischer Art und Weise neu.
Putzfaschen um die Fensteröffnungen des 2008 sanierten Wohnhaus Brunnstraße stellen einen Bezug zum Nachbarhaus her, das Gestaltungselemente des 18. Jahrhunderts aufweist. Durch eine eigene Interpretation der Putzfaschen – gegenläufig aus der Fassade gekippte und eingedrückte Flächen – wird die ursprüngliche Formensprache in die Gegenwart transponiert. Das Gebäude ist nun wieder zu einem Baustein des städtebaulichen Ensembles geworden, in das es sich harmonisch einfügt.
Die ebenfalls 2008 abgeschlossene Neuordnung des Münchner Franziskanerklosters St. Anna hatte zum Ziel, die heterogenen baulichen Elemente, aus denen der Komplex im Laufe seiner bewegten Geschichte gewachsen war, zu einem stilistisch stimmigen Ganzen zu fügen. Auch der Neubau, der nun einen maroden Gebäudeteil aus der Nachkriegszeit ersetzt, integriert sich selbstverständlich ins Ensemble. Vorgefundene Elemente unterzieht er einer modernen Interpretation. An verschiedenen Stellen werden die Kubaturen wie im barocken Kirchenbau konvex und konkav verformt und ein Rundbogenmotiv findet wiederholt Verwendung.
Die 2008 abgeschlossene Neuordnung des Münchner Franziskanerklosters St. Anna hatte zum Ziel, die heterogenen baulichen Elemente, aus denen der Komplex im Laufe seiner bewegten Geschichte gewachsen war, zu einem stilistisch stimmigen Ganzen zu fügen. Auch der Neubau, der nun einen maroden Gebäudeteil aus der Nachkriegszeit ersetzt, integriert sich selbstverständlich ins Ensemble. Vorgefundene Elemente unterzieht er einer modernen Interpretation. An verschiedenen Stellen werden die Kubaturen wie im barocken Kirchenbau konvex und konkav verformt und ein Rundbogenmotiv findet wiederholt Verwendung.
Die Neugestaltung der ursprünglich spätklassizistischen Fassade des Wohnhaus Reichenbachstrasse (2011) setzt auf die Interpretation eines Stilmittels aus dem 19. Jahrhundert. Durch die unterschiedliche Höhe überstehender Elemente – sogenannter Bossen – entsteht ein wellenförmiges Relief.

## Auszeichnungen und Preise
- 2001: Architekturpreis Ziegelforum für Wohnhaus, Aggstall
- 2006: Architekturpreis Farbe, Struktur, Oberfläche
- 2011: DETAIL Sonderpreis Interior
- 2016: Preis für Stadtbildpflege der Landeshauptstadt München[6]

## Veröffentlichungen
- Wohnhaus in München. In: Detail – Zeitschrift für Architektur + Baudetail, Heft 11/2009.
- Dionys Ottl: MAXI. Neugestaltung der Landtagsgaststätte im Münchner Maximilianeum. In: AIT – Architektur / Innenarchitektur / Technischer Ausbau, Heft 6/2010.
- Klaus-Dieter Weiß: Arts and Techs. Hild und K Architekten. In: DBZ, Heft 2/2002.